# Сен-Жан-сюр-Рішельє
Сен-Жан-сюр-Рішельє (фр. Saint-Jean-sur-Richelieu) — місто у провінції Квебек (Канада), у адміністративному регіоні Монтережі. Частина регіонального муніципалітету О-Рішельє (фр. Le Haut-Richelieu).
Розташоване на березі річки Рішельє.

## Історія
Форт Сен-Жан було побудовано у 1666 році, під час франко-ірокезьких війн, за ініціативою маркіза Олександра де Прувіль де Трасі(фр. Alexandre de Prouville de Tracy), генерал-лейтенанта Нової Франції.

## Військове життя
Сен-Жан-сюр-Рішельє — «місто-гарнізон», оскільки там знаходиться постійний гарнізон Збройних сил Канади. Також, у місті діє одне з відділень Королівського Військового Коледжу Канади (Collège Militaire Royal).